# هیروشی آریکاوا
هیروشی آریکاوا (انگلیسی: Hiroshi Arikawa; ۲ نوامبر ۱۹۴۰ – ۱۶ اکتبر ۲۰۱۱) بازیگر، و صداپیشه اهل ژاپن بود.